# Ameriški slamnik
Ameriški slamnik (znanstveno ime Echinacea purpurea) je vrsta cvetnic, ki pripada rodu Echinacea. Pogosto je zasajen v vrtovih in parkih kot okrasna rastlina, uporablja pa se tudi v zdravstvu, saj ima ugodne učinke na imunski sistem. 

## Zdravilnost

### Klinične raziskave
O učinkovitosti zdravil iz ameriškega slamnika nas najbolje prepričajo kakovostne klinične raziskave.
Pri eni izmed njih  so 559 zdravim prostovoljcem razdelili škatlice, v katerih so bile tablete z ameriškim slamnikom oz. prazne tablete (placebo).
V zapečateni ovojnici je bilo napisano, katere tablete so v posamezni škatlici, vendar tega niso vedeli ne zdravniki ne prostovoljci. Prostovoljci so zdravilo začeli jemati ob prvih znakih prehlada. Zdravniki so na začetku in koncu zdravljenja ocenili prisotnost 12 bolezenskih znakov: izcejanje iz nosa, solzenje oči, vneto grlo, glavobol, vročina, kašelj ... Bolnikom, ki so jemali placebo, so se bolezenski znaki med obema pregledoma spontano izboljšali za 29 odstotkov, tablete z ameriškim slamnikom pa so bolezenske znake v povprečju oblažile za kar 63 odstotkov.

### Priporočilo Evropske agencije za zdravila
Po priporočilih Evropske agencije za zdravila v zdravstvene namene uporabljamo iztisnjen sok iz nadzemnih delov škrlatnega ameriškega slamnika. Uporabljamo ga za zdravljenje prehlada. Z zdravljenjem začnemo čim prej ob prvih znakih in nadaljujemo do ozdravitve, vendar ne več kot 10 dni. Uporaba se odsvetuje otrokom mlajšim od enega leta (zaradi nerazvitosti imunskega sistema), ne priporoča pa se tudi otrokom mlajšim od 12 let, ker pri tej populaciji zdravilni učinek ni bil jasno dokazan.  

### Opozorila
Pri težjih avtoimunih boleznih kot je lupus, aids, multipla skleroza, tuberkuloza, se pred uporabo posvetujte z zdravnikom. Če ste alergični na družino marjetic, ste lahko tudi na ameriški slamnik. Dolgotrajna raba lahko učinke rastline oslabi. Večji odmerki lahko občasno povzročijo omotičnost in slabost z bruhanjem.

### Uporaba v ljudski medicini
Pri severnoameriskih Indijancih ima uporaba ameriškega slamnika v zdravilstvu že dolgo tradicijo. Uporabljali so ga za zdravljenje ran in kačjih ugrizov. V Evropi se je ameriški slamnik zadnja desetletja uporabljal tudi za preventivo pred prehladom (uporaba do 14 tednov), vendar tega učinka raziskave niso potrdile 

### Čas cvetenja in rastišče
Ameriški slamnik cveti od julija do oktobra. Potrebuje veliko sonca na vlažnih tleh.